# Iglesia de San Andrés Apóstol (Alcalá del Júcar)
La iglesia de San Andrés Apóstol es un templo parroquial católico de la localidad castellano-manchega de Alcalá del Júcar (España). Se trata de un templo que abarca diferentes estilos, desde el gótico tardío al neoclásico, ya que su construcción se prolongó desde el siglo xv hasta el xviii, siglo en el que trabajó el maestro Juan Ruiz de Ris. La iglesia data del siglo xv, cuando la localidad fue conquistada por los cristianos. Forma parte del conjunto histórico-artístico de Alcalá del Júcar, declarado Bien de Interés Cultural en 1982.

## Arquitectura
Ha sido construida con gruesos sillares. Cuenta con dos puertas con arcos de medio punto: frente a la puerta principal, que da a la cuesta Hondonera, se encuentra el pretil, y la lateral da a la calle Pósito, donde se encuentra el edificio del ayuntamiento. Su planta es de cruz latina, con una sola nave, con dos bóvedas neoclásicas y una gótico tardío. El crucero tiene una cúpula, cuyas pechinas están decoradas con pinturas del siglo xviii. El cimborrio data de los años 1960. En el crucero existe una inscripción de 1767 realizada en época del obispo murciano Diego de Rojas y Contreras. 

esta obra se hizo reinando Carlos Tercero… Año de 1767

 Su fachada es de estilo neoclásico, y en su construcción fue usada piedra caliza de la zona. La torre tiene 70 metros de altura, está coronada con un capitel piramidal, del arquitecto Lorenzo Alonso, y fue finalizada en 1801.

## Restauración
La cabecera fue reconstruida en 2003, y en 2009 la Consejería de Cultura de la Junta de Comunidades restauró la iglesia, y esta fue reabierta a inicios de 2010.